# Казаково (Одесская область)
Казаково (укр. Козакове) — село, относится к Великомихайловскому району Одесской области Украины.
Население по переписи 2001 года составляло 232 человека. Почтовый индекс — 67153. Телефонный код — 8-04859. Занимает площадь 0,48 км². Код КОАТУУ — 5121683904.

## Местный совет
67153, Одесская обл., Великомихайловский р-н, с. Петровское, ул. Фрунзе, 5.

## История
Впервые на картах Российской империи хутор Козаково появляется в 70 гг 19 столетии.
Хутор возник на землях помещика Брашевана и его сыновей.
Все православные были прихожанами Брашувановской Покровской церкви (построенной 1807 году).
Юридические взаимоотношения с помещиком строились на оплате десятины от урожая. Земля находилась в аренде.
1865 году рядом с хутором проходит железная дорога, таким образом делая использование земель вокруг более экономически выгодным и привлекает немецких колонистов, что впоследствии приводит к возникновению немецких хуторов Байтельсбахера, Паидэльшпак и Сутера
1907 г. Козаково состоит из 7 дворов и 46 жителей, 25 мужчин и 21 женщина.
С 1923 года после организации Одесской области Козаково в ходит в Подколинский сельсовет Цебриковского района.
С 1924 по 1928 в Козаково были переселены жители Киевской и Волынской областей в составе 51 семей 222 человек